# Sophie Chauveau
Sophie Chauveau (Chêne-Bougeries, 12 giugno 1999) è una biatleta francese.

## Biografia
Sophie Chauveau, attiva dalla stagione 2016-2017, ha vinto due medaglie d'oro ai Mondiali juniores, entrambe in staffetta, a Osrblie 2019 e Obertilliach 2021; ha esordito in Coppa del Mondo il 30 novembre 2022 a Kontiolahti in individuale (37ª) e ai Campionati mondiali a Oberhof 2023, dove si è classificata 27ª nella sprint e 9ª nell'inseguimento. Ha ottenuto il primo podio in Coppa del Mondo il 5 gennaio 2024 a Oberhof in sprint (3ª) e la prima vittoria due giorni dopo nella medesima località in staffetta; ai successivi Mondiali di Nové Město na Moravě 2024 ha vinto la medaglia d'oro nella staffetta e si è piazzata 4ª nella sprint, 4ª nell'inseguimento e 18ª nella partenza in linea. Non ha preso parte a rassegne olimpiche.

## Palmarès

### Mondiali
- 1 medaglia:
  - 1 oro (staffetta a Nové Město na Moravě 2024)

### Mondiali juniores
- 3 medaglie:
  - 2 ori (staffetta a Osrblie 2019; staffetta a Obertilliach 2021)
  - 1 bronzo (inseguimento a Osrblie 2019)

### Coppa del Mondo
- Miglior piazzamento in classifica generale: 20ª nel 2024
- 7 podi (2 individuali, 5 a squadre):
  - 3 vittorie (a squadre)
  - 3 secondi posti (1 individuale, 2 a squadre)
  - 1 terzo posto (individuale)

#### Coppa del Mondo - vittorie
| Data            | Località          | Nazione  | Spec.                                                        |
| --------------- | ----------------- | -------- | ------------------------------------------------------------ |
| 7 gennaio 2024  | Oberhof           | Germania | RL (con Lou Jeanmonnot, Justine Braisaz e Julia Simon)       |
| 10 gennaio 2024 | Ruhpolding        | Germania | RL (con Lou Jeanmonnot, Jeanne Richard e Julia Simon)        |
| 3 marzo 2024    | Oslo Holmenkollen | Norvegia | MX (con Julia Simon, Fabien Claude e Quentin Fillon Maillet) |

Legenda:

RL = staffetta

MX = staffetta mista